# Mamithí
Mamithí es una localidad de México localizada en el municipio de Huichapan en el estado de Hidalgo.

## Geografía
Se encuentra en la región geográfica del Valle del Mezquital. A la localidad le corresponden las coordenadas geográficas 20° 24’ 40.476” de latitud norte y 99° 39’ 45.607” de longitud oeste, con una altitud de 2031 m s. n. m. Cuenta con un clima semiseco templado.
En cuanto a fisiografía se encuentra en la provincia del Eje Neovolcánico, dentro de la subprovincia de Llanuras y Sierras de Querétaro e Hidalgo; su terreno es de lomerío. En lo que respecta a la hidrografía se encuentra posicionado en la región de Pánuco, dentro de la cuenca del río Moctezuma, en la subcuenca de río Tecozautla.

## Demografía
En 2020 registró una población de 2216 personas, lo que corresponde al 4.67 % de la población municipal.< De los cuales 1070 son hombres y 1146 son mujeres.
| Gráfica de evolución demográfica de Mamithí entre 1900 y 2020 |
|                                                               |
| Población registrada por los censos y conteos del INEGI.      |